# روبرت زيمر (كاتب)
روبرت زيمر (بالألمانية: Robert Zimmer)‏ هو كاتب وفيلسوف ألماني، ولد في 25 أكتوبر 1953 في ترير في ألمانيا.